# Паттерсон (Луїзіана)
Паттерсон (англ. Patterson) — місто (англ. city) в США, в окрузі Сент-Мері штату Луїзіана. Населення — 5931 особа (2020).

## Географія
Паттерсон розташований за координатами 29°41′27″ пн. ш. 91°18′34″ зх. д. / 29.69083° пн. ш. 91.30944° зх. д. (29.690885, -91.309539).  За даними Бюро перепису населення США в 2010 році місто мало площу 6,53 км², уся площа — суходіл.

## Демографія
Згідно з переписом 2010 року, у місті мешкало 6112 осіб у 2291 домогосподарстві у складі 1581 родини. Густота населення становила 936 осіб/км².  Було 2508 помешкань (384/км²).
Расовий склад населення:
| - 51,9 % — білих - 44,3 % — чорних або афроамериканців - 0,7 % — корінних американців - 0,6 % — азіатів |

До двох чи більше рас належало 1,5 %. Частка іспаномовних становила 3,0 % від усіх жителів.
За віковим діапазоном населення розподілялося таким чином: 27,0 % — особи молодші 18 років, 61,5 % — особи у віці 18—64 років, 11,5 % — особи у віці 65 років та старші. Медіана віку мешканця становила 35,3 року. На 100 осіб жіночої статі у місті припадало 95,5 чоловіків;  на 100 жінок у віці від 18 років та старших — 93,4 чоловіків також старших 18 років.
Середній дохід на одне домашнє господарство  становив 53 055 доларів США (медіана — 44 764), а середній дохід на одну сім'ю — 61 777 доларів (медіана — 52 438). Медіана доходів становила 52 883 долари для чоловіків та 30 326 доларів для жінок. За межею бідності перебувало 21,3 % осіб, у тому числі 30,1 % дітей у віці до 18 років та 19,1 % осіб у віці 65 років та старших.
Цивільне працевлаштоване населення становило 2547 осіб. Основні галузі зайнятості: освіта, охорона здоров'я та соціальна допомога — 20,4 %, виробництво — 12,6 %, сільське господарство, лісництво, риболовля — 11,6 %, роздрібна торгівля — 11,2 %.